# Reventin-Vaugris
Reventin-Vaugris ist eine französische Gemeinde mit 2.042 Einwohnern (Stand: 1. Januar 2022) im Département Isère in der Region Auvergne-Rhône-Alpes. Sie gehört zum Arrondissement Vienne, zum Kanton Vienne-2 und zum Gemeindeverband Pays Viennois. Die Einwohner werden Reventinois genannt.

## Geographie
Die Gemeinde Reventin-Vaugris liegt an der Rhône, die die nordwestliche Gemeindegrenze zum Département Rhône bildet. Der Ortsteil Reventinb liegt im hügeligen Hinterland des Rhônetales, der Ortsteil Vaugris am linken (östlichen) Rhôneufer, direkt südwestlich an die Stadt Vienne anschließend. Umgeben wird Reventin-Vaugris von den Nachbargemeinden Ampuis im Nordwesten und Norden, Vienne im Norden und Nordosten, Les Côtes-d’Arey im Osten und Süden, Saint-Prim im Süden und Südwesten, Chonas-l’Amballan im Südwesten und SWsten sowie Tupin-et-Semons im Westen. Durch die Gemeinde führen die Route nationale 7 und die hier mit einer Mautstelle ausgestattete Autoroute A7, die hier die Rhône überquert. Unmittelbar westlich der Autobahn befindet sich der ehemalige Flughafen Vienne-Reventin. An der Rhône  ist auf Höhe Vaugris ein Wasserkraftwerk installiert.

## Geschichte
1847 wurde die Gemeinde aus der Fusion der ehemals eigenständigen Kommunen Reventin und Vaugris gebildet.

## Bevölkerungsentwicklung
| Jahr                       | 1962 | 1968 | 1975 | 1982 | 1990 | 1999 | 2010 | 2021 |
| -------------------------- | ---- | ---- | ---- | ---- | ---- | ---- | ---- | ---- |
| Einwohner                  | 848  | 834  | 913  | 1209 | 1331 | 1577 | 1765 | 2028 |
| Quellen: Cassini und INSEE |      |      |      |      |      |      |      |      |

## Sehenswürdigkeiten
- Kirche Saint-Saturnin aus dem 19. Jahrhundert
- Haus La Poype und Haus Camelin

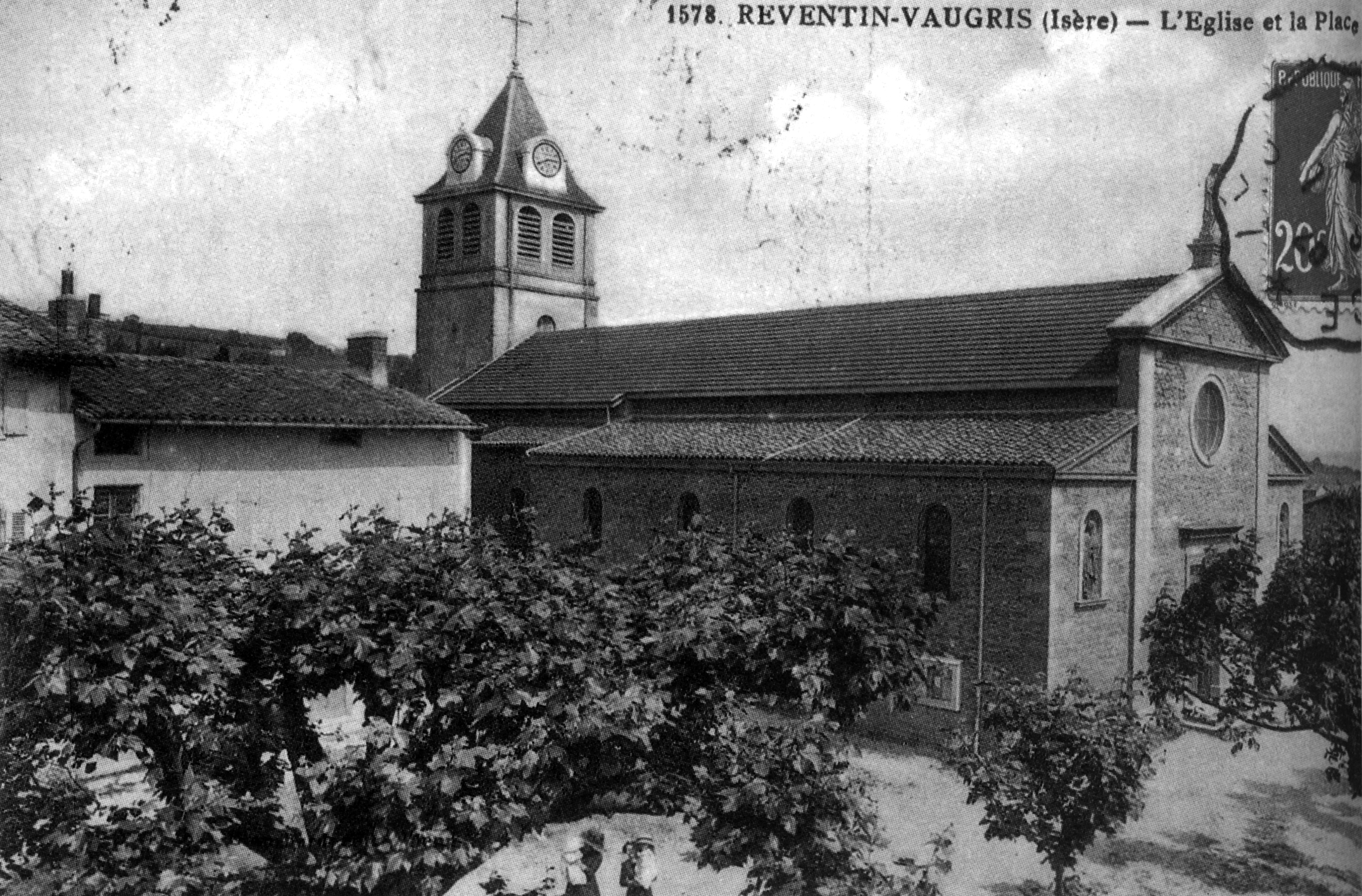
Kirche Saint-Saturnin (um 1925)
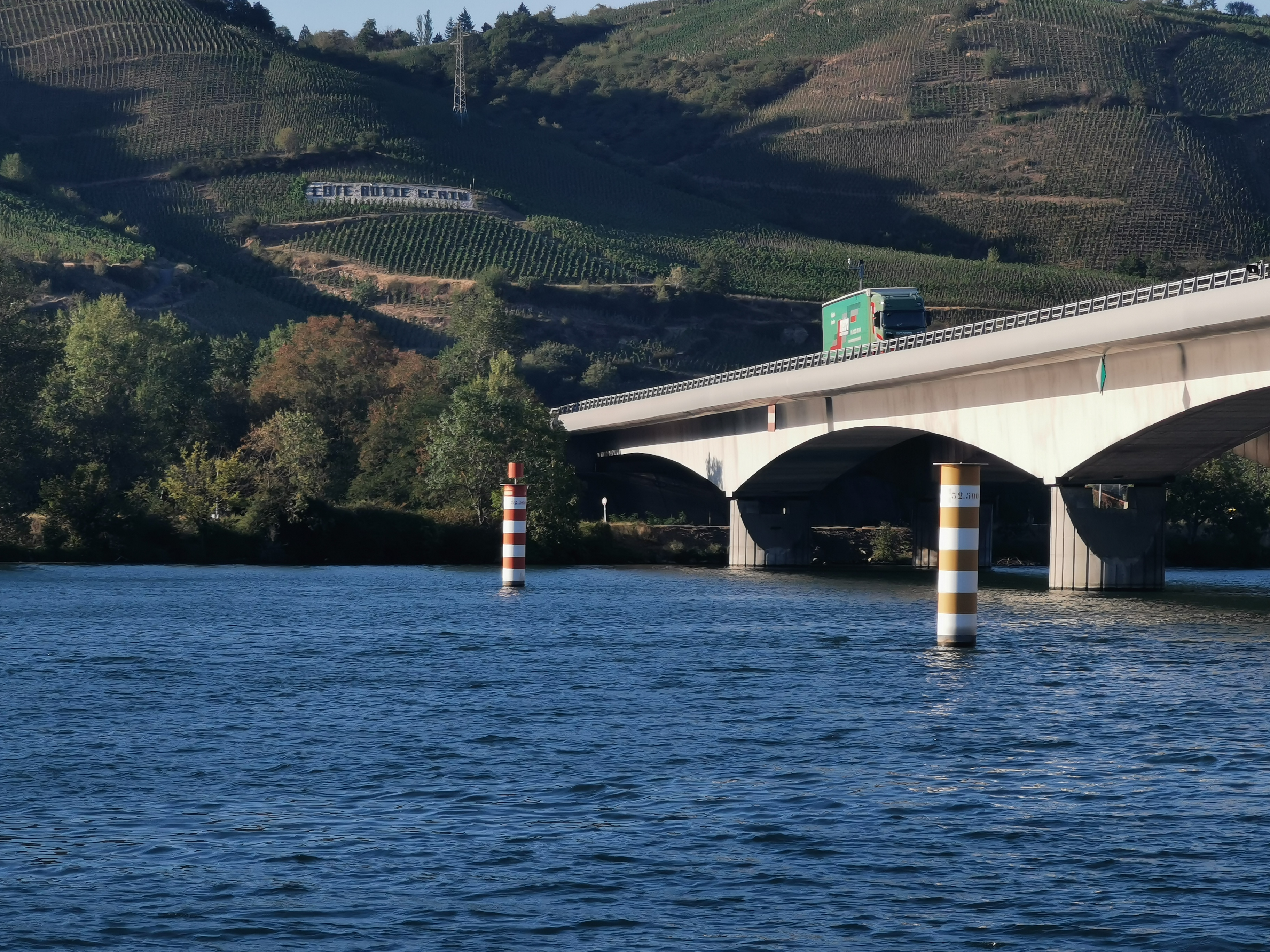
A 7-Brücke über die Rhône
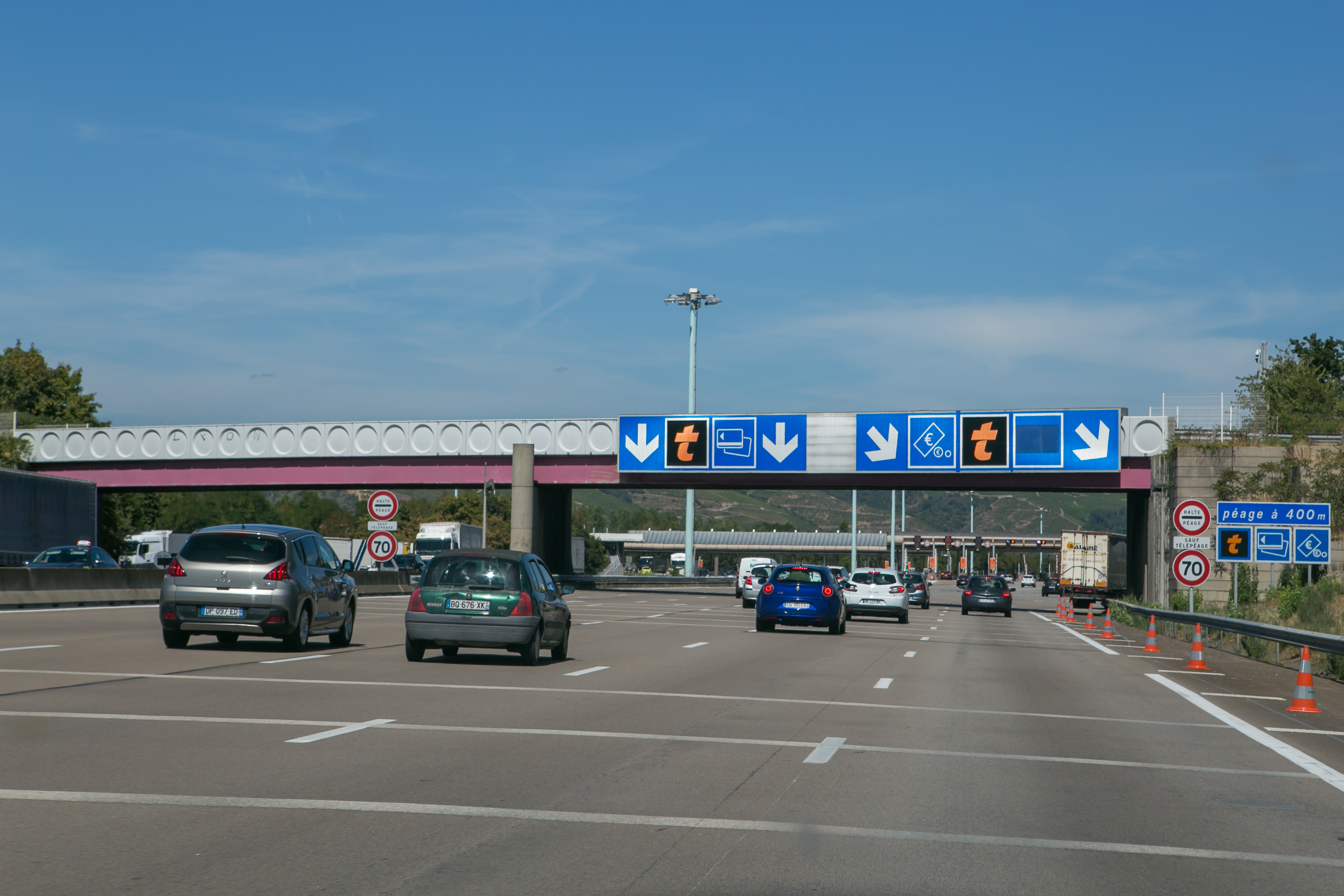
Mautstelle der A 7
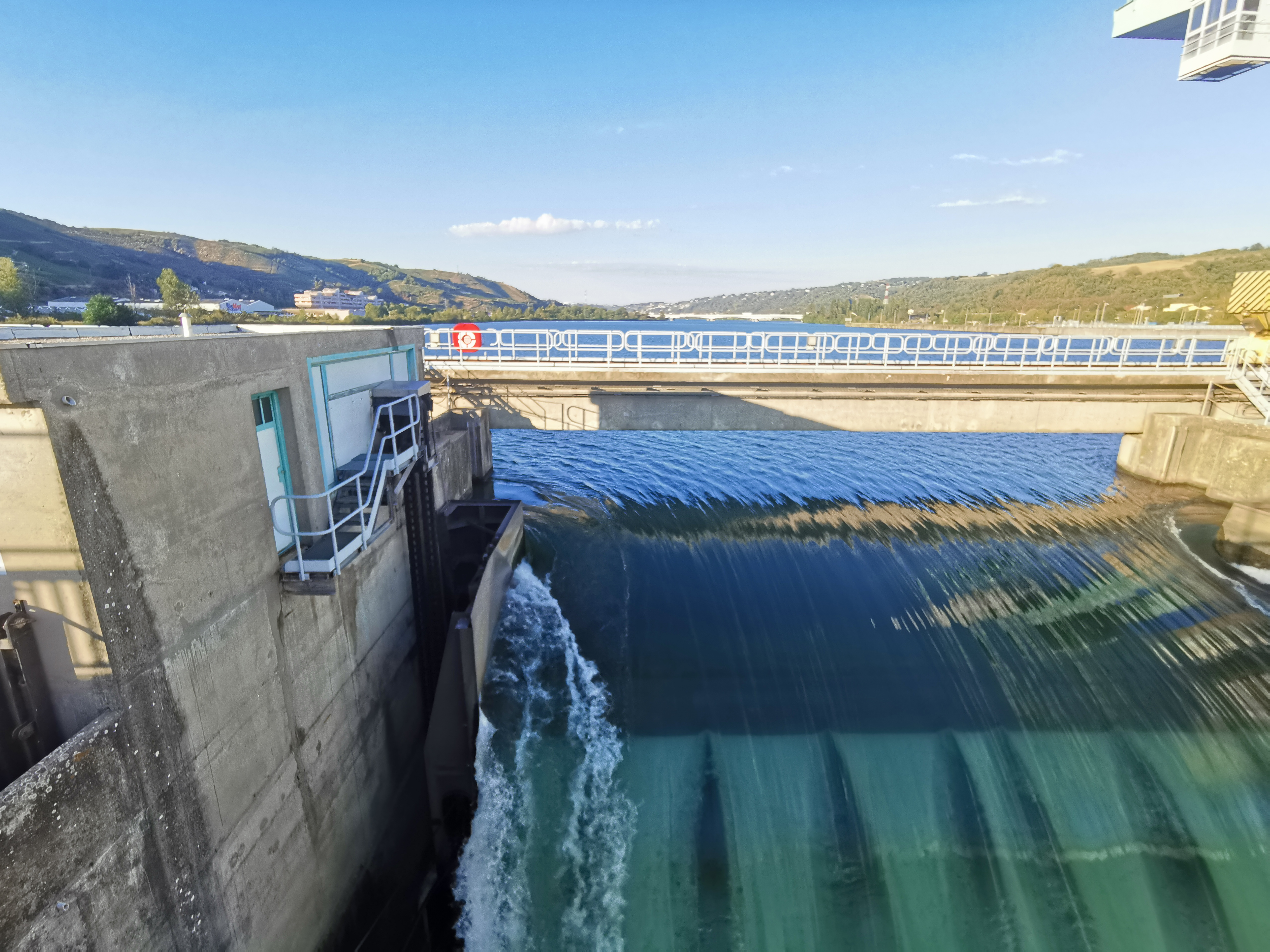
Wasserkraftwerk Vaugris
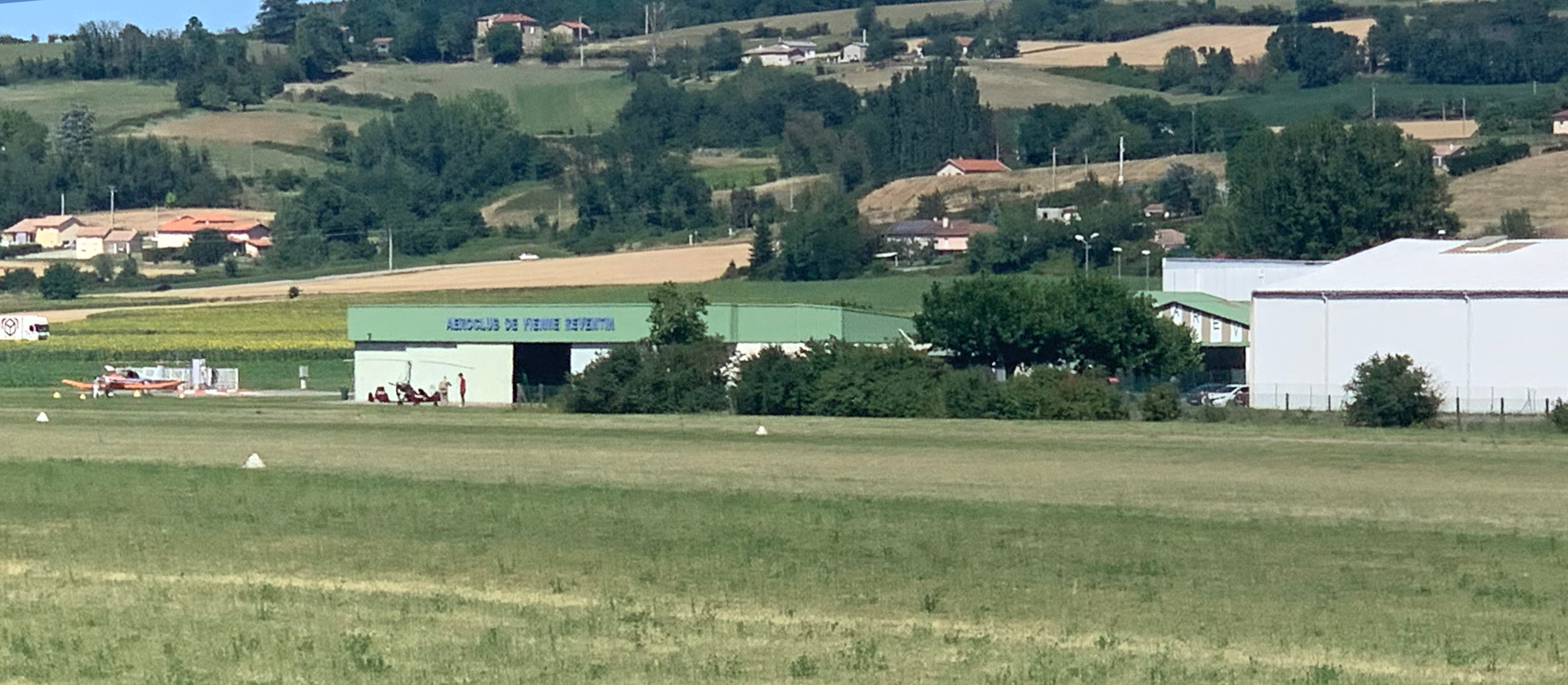
Flughafen Vienne-Revertin

## Gemeindepartnerschaft
Mit der ungarischen Gemeinde Bodrogkeresztúr im Komitat Borsod-Abaúj-Zemplén besteht seit 2006 eine Partnerschaft.